# SAFT Nife AB
SAFT Nife AB är ett idag franskägt, ursprungligen svenskt företag för tillverkning av nickel-järnbatterier.
Företaget grundades 1910 som Svenska Ackumulator AB Jungner av Waldemar Jungner, för att exploatera det av honom uppfunna Nife-batteriet. Batteriet kom att få sin främsta användning i anläggningar för belastningsutjämning och reservkraft för elektroniska signalsystem, belysning med mera vid drift av tåg, spårvagnar, bilar och flygplan. Fram till 1916 var all verksamhet förlagd till Fliseryd, men samma år flyttades den mekaniska delen av tillverkningen till Oskarshamns hamn i det som senare kom att kallas Jungnerverken. Redan från början tillverkade man även olika typer av strålkastare och ficklampor som utrustats med batterier av Jungners konstruktion. 1916 tog man över Svenska AB Logg och fortsatte deras tillverkninga av fart- och distansmätningsinstrument. Senare blev selsynelement för beräkning av avstånd och hastighet av objekt en viktig produkt. För militära ändamål, främst luftvärnsartilleri tog en egen typ kallade Nifegoner fram. De kom senare även att användas för fjärrstyrning av apparater och maskiner inom industrin. På 1930-talet började man även tillverka optiska instrument. Sedan produktionen av specialglas stoppades i samband med andra världskriget började Jungnerbolaget att tillverka sina eget specialglas. 1946 köpte bolaget upp Ruda glasbruk.
Ackumulator AB Jungner börsnoterades 1928.. Man bedrev i början av 1930-talet tillverkning i Fliseryd, Oskarshamn och Stockholm med omkring 300 anställda, åren 1933-1965 ingick även Oskarshamns varv i Ackumulator AB Jungner. Koncernen hade i början av 1950-talet 2.555 anställda i Sverige, samt dotterbolag med fabriker i Norge, Finland, Tyskland, Österrike, Italien, Spanien, USA och Brasilien.
Namnet ändrades 1974 till Nife Jungner AB. Bolaget övertogs 1980 av Sonessonkoncernen, och fördes 1986 över till Cardo, men såldes 1991 till det franska batteriföretaget SAFT inom Alcatel–Alsthom-gruppen varvid företaget ändrade namn till SAFT Nife. 1990 hade företaget en omsättning på 1,03 miljarder och 1 886 anställda, varav 1 410 utomlands.
Optikdivisionen av Jungner Instruments köptes 1977, tillsammans med Aga Aerotronics upp av Bofors och blev Bofors Aerotronics varefter omstruktureringarna fortsatte.